# DeForest Kelley
Pour les articles homonymes, voir Kelley.
 (octobre 2020).
Si vous disposez d'ouvrages ou d'articles de référence ou si vous connaissez des sites web de qualité traitant du thème abordé ici, merci de compléter l'article en donnant les références utiles à sa vérifiabilité et en les liant à la section « Notes et références ».
Jackson DeForest Kelley est un acteur américain né à Atlanta (Géorgie) le 20 janvier 1920 et mort le 11 juin 1999 à Woodland Hills (Californie).

## Biographie
Vétéran de la Seconde Guerre mondiale, DeForest Kelley est surtout connu pour ses rôles de méchants dans les séries télévisées, notamment dans des westerns comme Le Virginien (avec Leonard Nimoy) ou encore dans L'Homme aux colts d'or.
La série originale de Star Trek met fin à cette réputation avec le rôle du docteur Leonard « Bones » McCoy. Il participe également aux six premiers films de la saga Star Trek et est présent dans l'épisode pilote de la nouvelle série Star Trek : La Nouvelle Génération (Rendez-vous à Farpoint / Encounter at Farpoint).
Pour le premier pilote de Star Trek The Cage, l'acteur fut un moment pressenti pour le rôle de Spock. En revanche, on lui refusa le rôle du capitaine car jugé trop âgé. Ainsi, il n'a pas participé au second pilote (Où l'homme dépasse l'homme / Where No Man Has Gone Before), mais est apparu dans le premier épisode (Fausses Manœuvres / The Corbomite Maneuver) sous les traits du docteur Leonard McCoy.
DeForest Kelly a épousé Carolyn Dowling le 7 septembre 1945.
Il meurt d'un cancer de l'estomac le 11 juin 1999 à 79 ans. Son corps a été incinéré.

## Filmographie

### Cinéma
- 1945 : Time to Kill
- 1947 : Angoisse dans la nuit (en) (Fear in the Night) de Maxwell Shane : Vince Grayson
- 1947 : Hollywood en folie (Variety Girl) de George Marshall : Bob Kirby
- 1947 : Beyond Our Own
- 1948 : Gypsy Holiday : Carl Romano
- 1948 : Pénitencier du Colorado (Canon City) de Crane Wilbur : Smalley
- 1949 : Life of St. Paul Series : Aram
- 1949 : Duke of Chicago (en) de George Blair : « Ace » Martin
- 1949 : Malaya de Richard Thorpe : Lt. Glenson
- 1950 : C'étaient des hommes (The Men) de Fred Zinnemann : Dr Sherman
- 1953 : Taxi de Gregory Ratoff: Fred
- 1954 : Duffy of San Quentin (en) de Walter Doniger: Lee, Police Detective
- 1955 : La Maison de bambou (House of Bamboo) de Samuel Fuller : Charlie
- 1955 : Témoin à abattre (Illegal) de Lewis Allen : Edward Clary
- 1955 : Le Train du dernier retour (The View from Pompey's Head) de Philip Dunne : Hotel Clerk
- 1956 : L'Homme au complet gris (The Man in the Gray Flannel Suit) de Nunnally Johnson : Medic
- 1956 : Tension à Rock City (Tension at Table Rock) de Charles Marquis Warren : Jim Breck
- 1957 : Règlements de comptes à O.K. Corral (Gunfight at the O.K. Corral) de John Sturges : Morgan Earp
- 1957 : L'Arbre de vie (Raintree County) de Edward Dmytryk : Southern officer
- 1958 : Le Trésor du pendu (The Law and Jake Wade) de John Sturges : Wexler
- 1959 : L'Homme aux colts d'or (Warlock) de Edward Dmytryk : Curley Burne
- 1963 : Gunfight at Comanche Creek de Frank McDonald : Amos Troop
- 1964 : Rivalités (Where Love Has Gone) de Edward Dmytryk : Sam Corwin
- 1965 : Les Éperons noirs (Black Spurs) de R. G. Springsteen : Sheriff #1
- 1965 : Quand parle la poudre (Town Tamer) de Lesley Selander : Guy Tavenner
- 1965 : Les Inséparables (Marriage on the Rocks) de Jack Donahue : M.. Turner
- 1966 : Apache Uprising de R. G. Springsteen : Toby Jack Saunders
- 1966 : Waco (en) de R. G. Springsteen : Bill Rile
- 1972 : Les Rongeurs de l'apocalypse (Night of the Lepus) de William F. Claxton : Elgin Clark
- 1979 : Star Trek, le film (Star Trek: The Motion Picture) de Robert Wise : Docteur Leonard « Bones » McCoy
- 1982 : Star Trek II : La Colère de Khan (Star Trek: The Wrath of Khan) de Nicholas Meyer : Dr Leonard « Bones » McCoy
- 1984 : Star Trek III : À la recherche de Spock (Star Trek III: The Search for Spock) de Leonard Nimoy : Dr Leonard « Bones » McCoy
- 1986 : Star Trek IV : Retour sur Terre (Star Trek IV: The Voyage Home) de Leonard Nimoy : Dr Leonard « Bones » McCoy
- 1989 : Star Trek V : L'Ultime Frontière (Star Trek V: The Final Frontier) de William Shatner : Dr Leonard « Bones » McCoy
- 1991 : Star Trek VI : Terre inconnue (Star Trek VI: The Undiscovered Country) de Nicholas Meyer : Dr Leonard « Bones » McCoy
- 1998 : Le Petit Grille-pain courageux : Objectif Mars (The Brave Little Toaster Goes to Mars) (vidéo) : Viking 1 (voix)

### Télévision
- 1949 : Your Jeweler's Showcase (1 épisode : The Hand of Saint Pierre)
- 1949-1953 : The Lone Ranger (3 épisodes) : Dr David Barnes - Sheriff Buck McCall - Bob Kittredge
- 1953 : The Revlon mirror theater (en) Bert Dexter
- 1953 : The Pepsi-Cola Playhouse (1 épisode) : Jeff
- 1953-1954 : City detective (en) (2 épisodes) : Hartfield Benjamin
- 1953 : Waterfront (en) (1 épisode)
- 1953-1954 :  Your Favorite story (en) (2 épisodes) : John Ainlee
- 1953-1956 : Are you there (en) (9 épisodes)
- 1954 : Cavalcade of America (en) (1 épisode)
- 1954 : The Lone Wolf (en) (2 épisodes)
- 1954-1955 : Studio 57 (2 épisodes)
- 1955 : The Millionaire (en) (1 épisode) : Dr Mike Wells
- 1955-1956 : Matinee Theater (en) (2 épisodes) : Alan Brecker
- 1955-1956 : Science Fiction Theatre (en) (3 épisodes)
- 1956 : Gunsmoke (1 épisode)
- 1957 : Navy Log (en) (1 épisode)
- 1957 : The Adventures of Jim Bowie (en) (1 épisode)
- 1957 : The Silent services (2 épisodes)
- 1957 : Code 3 (en) (1 épisode)
- 1957 : Schlitz Playhouse of Stars  (1 épisode)
- 1957 : The Web (en) (1 épisode)
- 1957 : Boots and Saddles (en) (1 épisode)
- 1957-1958 : Playhouse 90 (2 épisodes)
- 1957-1958 : M Squad (2 épisodes)
- 1958 : Steve Canyon (1 épisode)
- 1958 : Au nom de la loi (Wanted dead or alive) (1 épisode)
- 1958 : The Rough riders (en) (1 épisode)
- 1959 : Mackenzie's Raiders (en) (1 épisode))
- 1959 : 26 Men (en) (1 épisode)
- 1959 : Northwest passage (en) (1 épisode)
- 1959 : Rawhide (1 épisode)
- 1959 : State Trooper (en) (1 épisode)
- 1959 : The Lineup (1 épisode)
- 1959 : Mike Hammer (1 épisode)
- 1959 : 21 Beacon Street (en) (1 épisode)
- 1958-1959 : Frontier Justice (en) (2 épisodes)
- 1957-1959 : Trackdown (5 épisodes)
- 1959 : Au nom de la loi (Wanted dead or alive) 2 épisodes)
- 1959 : Black saddle (en) (1 épisode)
- 1959 : Disneyland (1 épisode)
- 1959-1960 : Richard Diamond, Private Detective (3 épisodes)
- 1956-1960 : Zane Grey theater (5 épisodes)
- 1958-1960 : Alcoa Theatre (en) (2 épisodes)
- 1960-1961 : Coronado 9 (en) (2 épisodes)
- 1960-1961 : Lawman (en) (2 épisodes)
- 1961 : Riverboat (série télévisée) (en) (1 épisode)
- 1961 : Tales of Wells Fargo (en) (1 épisode)
- 1961 : Assignment underwater (en) (1 épisode)
- 1961 : The Deputy (1 épisode)
- 1961 : Bat Masterson (1 épisode)
- 1961 : Stagecoach west (en) (2 épisodes)
- 1961 : Shannon (en) (1 épisode)
- 1961 : Caine's hundred (en) (1 épisode)
- 1961 : Perry Mason (1 épisode)
- 1961-1962 : Route 66 (2 épisodes)
- 1961-1966 : Bonanza (4 épisodes)
- 1962 : Les Incorruptibles (1 épisode)
- 1962 : Have Gun - Will Travel (1 épisode)
- 1962-1963 : Laramie (2 épisodes)
- 1962-1966 : Les Aventuriers du Far West  (4 épisodes)
- 1963 : The Gallant man (en) (1 épisode)
- 1963 : The Dakotas (1 épisode)
- 1963 : 77 Sunset Strip (1 épisode)
- 1963 : Le Virginien (2 épisodes)
- 1965 : Le Fugitif (1 épisode)
- 1966 : A Man called Shenandoah (en) (1 épisode)
- 1966 : Laredo (1 épisode)
- 1966-1970 : Star Trek (76 épisodes) : Docteur Leonard McCoy
- 1967 : Police Story : Directeur du laboratoire
- 1970 : L'Homme de fer (1 épisode)
- 1970 : The Silent Force (en) (1 épisode)
- 1970 : The Bold Ones: The New Doctors (1 épisode)
- 1971 : The Bull of the West : Ben Tully
- 1971 : Owen Marshall : counselor at law (en) (1 épisode)
- 1971 : Room 222 (1 épisode)
- 1973 : The ABC afternoon playbreak (en) (1 épisode)
- 1973-1974 : Star Trek : La série animée (16 épisodes)
- 1974 : The Cowboys (en) (1 épisode)
- 1981 : Le Vagabond (1 épisode)
- 1981 : Strike Force (en) (1 épisode)
- 1987 : Star Trek : La Nouvelle Génération (1 épisode)

## Voix françaises
- François Marié dans :
  - Star Trek, le film (1er doublage)
  - Star Trek 2 : La Colère de Khan
  - Star Trek 3 : À la recherche de Spock
  - Star Trek 4 : Retour sur Terre
  - Star Trek 5 : L'Ultime Frontière

- Michel Gudin dans :
  - Rivalités
  - Les Éperons noirs
  - Les Inséparables
- Pierre Leproux dans La Maison de bambou
- Jacques Beauchey dans Règlement de comptes à O.K. Corral
- Serge Sauvion dans Le Trésor du pendu
- Yves Furet dans L'Homme au colts d'or
- Gabriel Cattand dans Quand parle la poudre
- Michel Georges dans Star Trek (série télévisée - Doublé au Québec)
- Aubert Pallascio dans Star Trek, la série animée (voix - Doublé au Québec)
- Serge Blumenthal dans Star Trek, le film (2e doublage - version Director's Cut de 2000)
- Jean-Pierre Delage dans Star Trek 6 : Terre inconnue

## Récompenses
- Une étoile sur le Walk of Fame

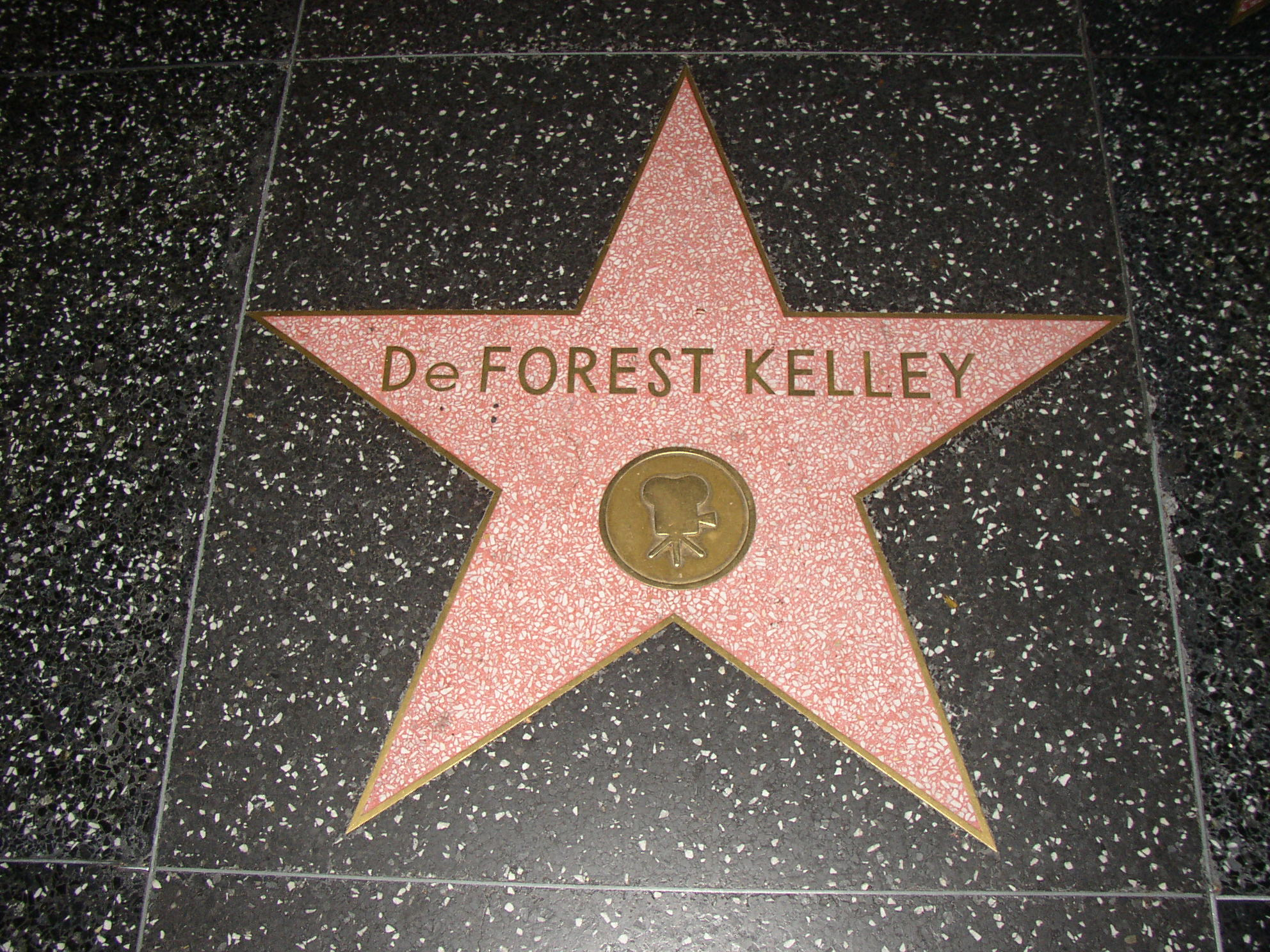
Étoile sur le Hollywood Walk of Fame

- Un Award d'Honneur aux Golden Boot Award.